# 克萊姆利亞河
克莱姆利亞河（烏克蘭語：Кремля）是烏克蘭的河流，位於該國東北部蘇梅州，屬於伊沃特卡河的右支流，流經紹斯特卡區，河口處在內普柳耶韋以南，河道全長12公里。